# Río Yaguará
 (novembre 2019).
Le río Yaguará est une rivière de Colombie et un affluent du río Magdalena.

## Géographie
Le río Yaguará nait dans la municipalité d'Iquira (département de Huila), par la rencontre de deux rivières issues de la cordillère Centrale, les ríos Callejón et Iquira. Il coule ensuite vers l'est, est rejoint en rive gauche par le río Pedernal, avant de rejoindre le río Magdalena au niveau du lac de Betania.